# Loppiano

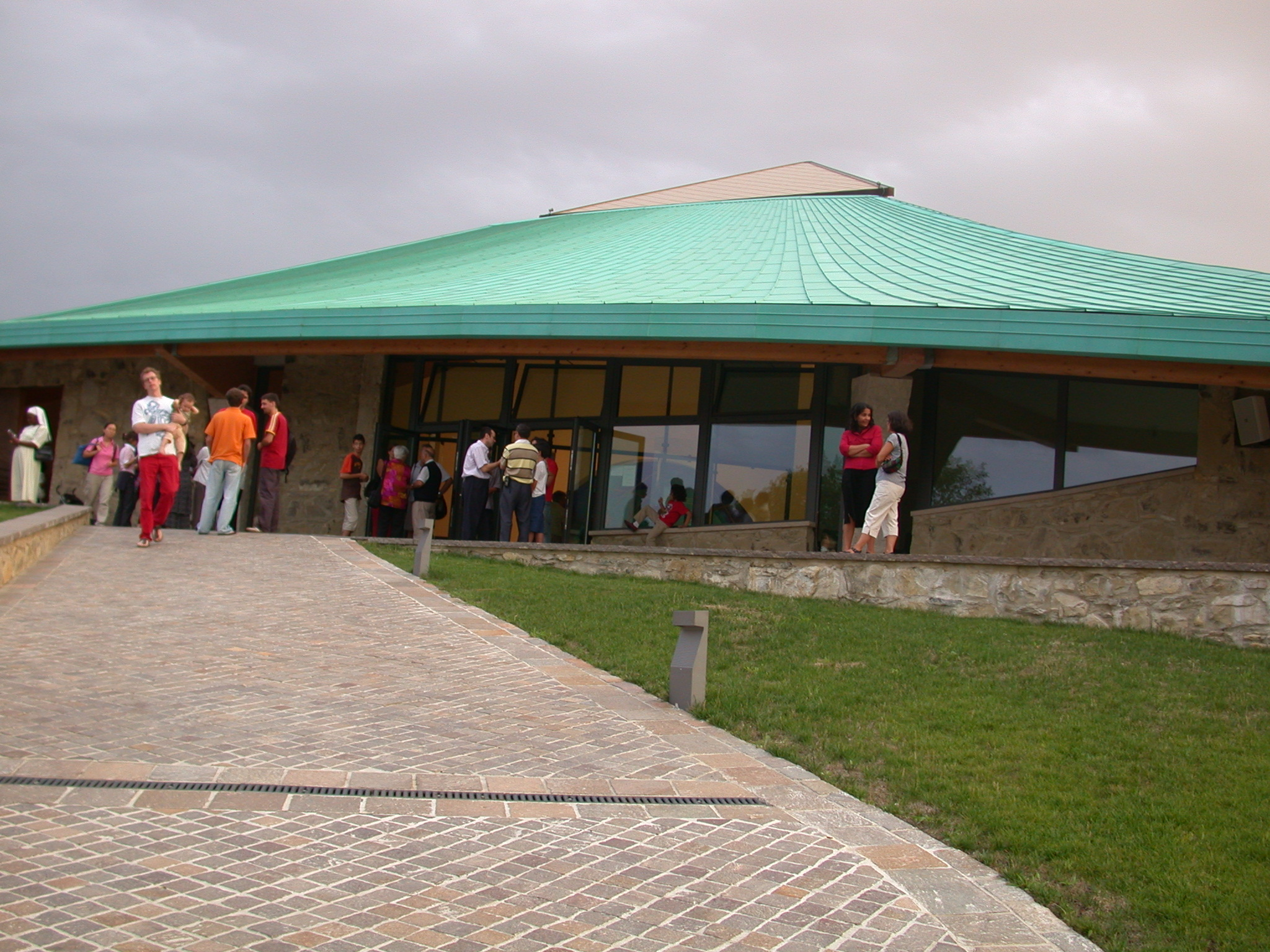
Santuari de Maria Theotokos

Loppiano (nom complet en italià: Mariapoli di Loppiano) és una ciutadella permanent del Moviment dels Focolars situat als municipis de Figline i Incisa Valdarno, en particular al llogarret de Burchio i a les localitats de San Vito, Montelfi, Campogiallo i Tracolle.

## Història
Loppiano va ser fundada per Chiara Lubich el 1964 en uns terrenys donats per Vincenzo Folonari, amb l'objectiu de posar en pràctica els ideals del Moviment dels Focolars que Lubich havia fundat anteriorment.
Dues-centes persones viuen habitualment a Loppiano, a les quals s'afegeixen prop de sis-cents altres que hi passen un període de formació; els residents provenen de setanta països. Hi ha la seu de l'Institut Universitari Sophia, afiliat al moviment.
La diversitat d'idiomes, cultures i orígens es manifesta en la música. De fet, els grups musicals multiculturals Gen Rosso i Gen Verde tenen origen i es troben a la ciutadella.
Els habitants de Loppiano treballen principalment en empreses de diversos camps que van des de productes agroalimentaris (vi, oli d'oliva, mel, etc.) fins a artesania (fusta, tela, mobles) i art fins a l'assistència mèdica.
El 2004 es va erigir el santuari de Maria Theotokos (Mare de Déu) a la ciutadella.
El centre de congressos contigu funciona d'ençà de principis del 2007 equipat amb sales per a congressos, esdeveniments musicals i multimèdia. A prop de la ciutadella hi ha el centre de negocis Lionello Bonfanti, inaugurat el 2006, que actualment acull 20 empreses que operen segons els principis de l'Economia de Comunió (EdC). El Polo pretén representar el principal punt de connexió i lloc d'intercanvi d'idees i projectes per a les més de 200 empreses que s'uneixen a l'EdC a Itàlia, al voltant de 700 a tot el món. L'agost de 2006 va acollir més de 4.000 joves participants a RoverWay'06, la trobada internacional del moviment scout.
Renata Borlone, co-responsable de Loppiano durant anys, ha estat declarada serventa de Déu i el seu procés de beatificació està en marxa.
L'experiència del naixement de Loppiano s'ha reprès en altres països i fins ara hi ha nombroses ciutadelles del moviment.
El 10 de maig de 2018, la comunitat dels focolarins de Loppiano va rebre la visita del papa Francesc.